# Виконт Бойд Мертонский

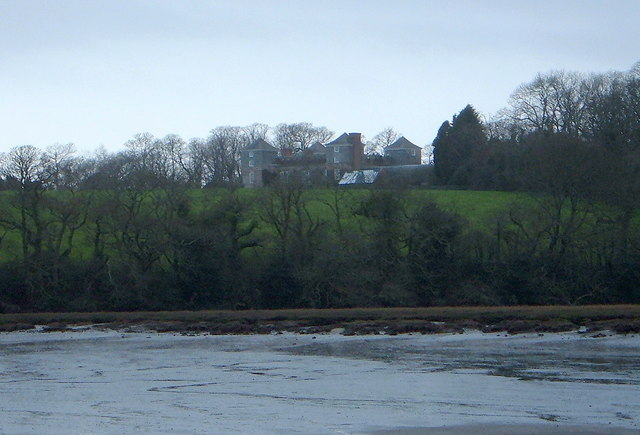
Замок Инс, резиденция виконтов Бойд Мертонских

Виконт Бойд Мертонский (англ. Viscount Boyd of Merton) из Мертона в Пеннингхейме в графстве Уигтауншир — наследственный титул в системе Пэрства Соединённого королевства. Он был создан 8 сентября 1960 года для консервативного политика и бывшего министра колоний, Алана Леннокса-Бойда (1904—1983). Он был депутатом Палаты общин от Среднего Бедфордшира (1931—1960), министром колоний (1951—1952, 1954—1959), министром транспорта (1952—1953), министром гражданской авиации (1952), министром транспорта и гражданской авиации (1953—1954).
По состоянию на 2024 год, носителем титула являлся его старший сын, Саймон Дональд Руперт Невилл Леннокс-Бойд, 2-й виконт Бойд Мертонский (род. 1939), который сменил своего отца в 1983 году.
Сэр Марк Леннокс-Бойд (род. 1943), младший сын 1-го виконта, также консервативный политик. Дважды избирался в Палату общин Великобритании.
Семейная резиденция — Замок Инс в окрестностях Сэлташа в графстве Корнуолл.

## Виконты Бойд Мертонский (1960)
- 1960—1983: Алан Тиндал Леннокс-Бойд, 1-й виконт Бойд Мертонский (18 ноября 1904 — 8 марта 1983), второй сын Алана Уолтера Ленокса-Бойда (1855—1934) от второго брака;
- 1983 — настоящее время: Саймон Дональд Руперт Невилл Леннокс-Бойд, 2-й виконт Бойд Мертонский (род. 7 декабря 1939), старший сын предыдущего;
  - Наследник: достопочтенный Бенджамин Алан Леннокс-Бойд (род. 21 октября 1964), старший сын предыдущего;
    - Наследник наследника: Алан Джордж Саймон Леннокс-Бойд (род. 11 марта 1993), старший сын предыдущего от первого брака.